# Ateliers du Fresne
Les Ateliers du Fresne sont, depuis 1996, l'un des principaux producteurs et éditeurs de musique religieuse en France[réf. nécessaire].
En 2007, les Ateliers du Fresne ont repris le Studio SM et son catalogue.
Depuis le 10 septembre 2008 les Ateliers du Fresne sont une marque de la société Adf Bayard Musique
Les Ateliers du Fresne ont pris le statut du société holding